# Steuben County (Indiana)
Steuben County is een county in de Amerikaanse staat Indiana.
De county heeft een landoppervlakte van 800 km² en telt 33.214 inwoners (volkstelling 2000). De hoofdplaats is Angola.

## Bevolkingsontwikkeling

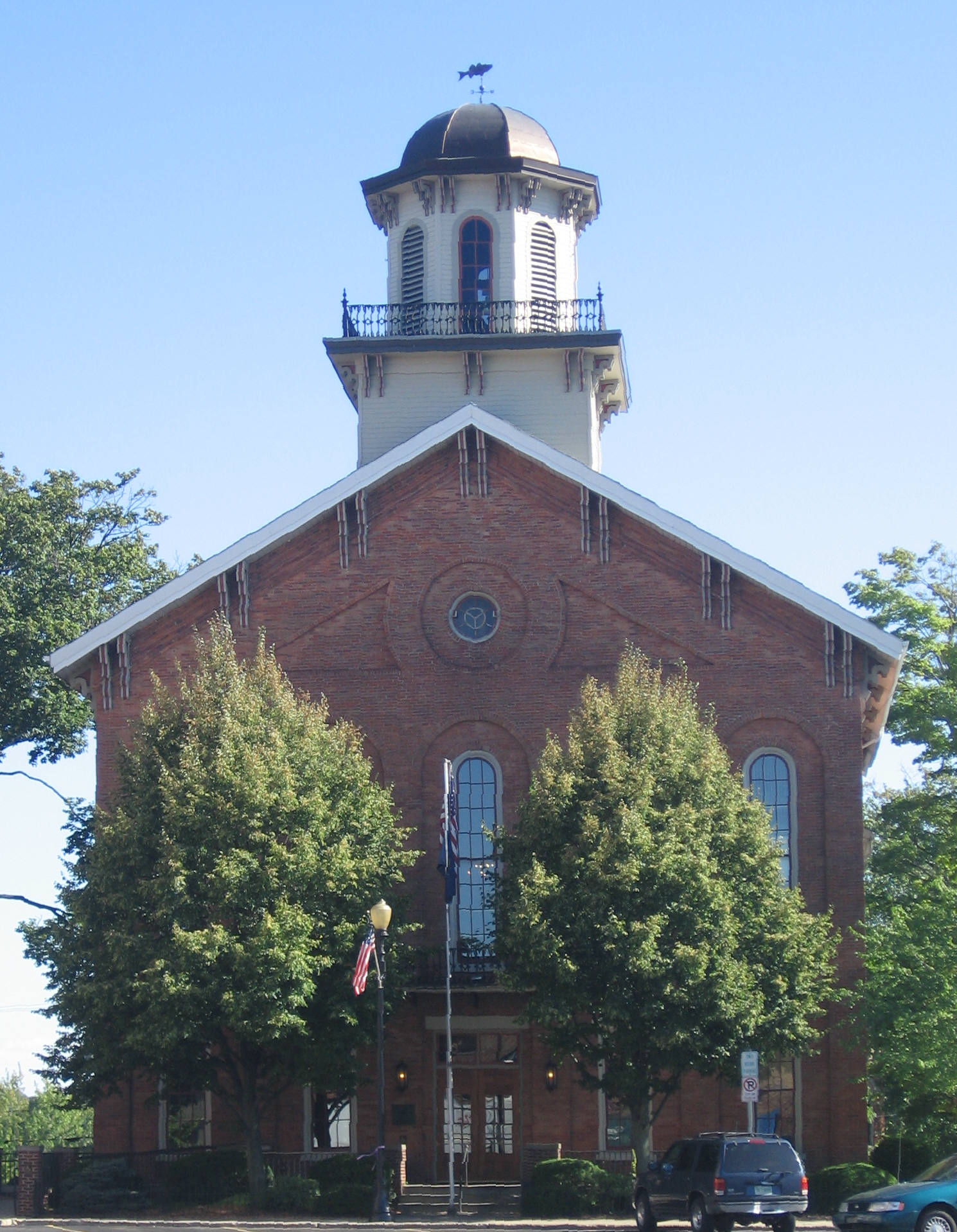
Steuben County Courthouse